# Söderhamns högre allmänna läroverk
Söderhamns högre allmänna läroverk, var ett läroverk i Söderhamn verksamt från 1860 till 1968

## Historik
År 1807 omtalas den "publiqua pædagogien", vilken kan anses vara ursprunget till den högre undervisningen i Söderhamn. I en skrivelse till domkapitlet 1849 framhöll staden nödvändigheten av en utvidgning av denna läroanstalt, nu även kallad Lägre apologiskolan, vilken då endast hade en lärare. År 1860 biföll riksdagen skolans utökning till ett treklassigt lägre elementarläroverk en rektor och två adjunkter. Lokalfrågan fick sin lösning året därpå, då staden med stöd av privata donationer kunde börja uppföra en ny läroverksbyggnad.
Den nya skolan, belägen vid Norrtullsgatan i centrala Söderhamn, uppfördes 1861-64 efter ritningar av Johan Erik Söderlund. Invigningen ägde rum 29 augusti 1864. Skolan var då endast öppen för pojkar (flickläroverket i staden tillkom 1875). Skolans namn var från 1879 Söderhamns lägre allmänt läroverk Under perioden 1874–1910 var Julius Centerwall rektor samtidigt som elevantalet ökade kraftigt.
Läroverket om- och tillbyggdes 1904–09 efter ritningar av Axel Lindegren och efter senare ombyggnader har skolan numera exteriört prägel av 1920- och 30-talet. Från 1905 var skolan en realskola (från 1926 samrealskola) med kommunalt gymnasium från 1912.
Skolana ombildades 1952 till Söderhamns högre allmänna läroverk. 1966 kommunaliserades skolan och fick då namnet Staffanskolan (efter Hälsinglands apostel, den helige Staffan). 
Studentexamen gavs från 1916 till 1968 och realexamen från omkring 1908 till mitten/slutet av 1960-talet.

## Rektorer
- Olof Setréus
- Julius Centerwall
- Ruben Hillström
- Alfred Uddholm
- Bengt Kjerrström
- Torsten Hedberg
- Oskar Jaensson
- Gustaf Kling